# (6554) Takatsuguyoshida
(6554) Takatsuguyoshida es un asteroide perteneciente al Cinturón de asteroides, región del sistema solar que se encuentra entre las órbitas de Marte y Júpiter, descubierto el 28 de octubre de 1989 por Yoshikane Mizuno y el también astrónomo Toshimasa Furuta desde el Kani Observatory, Kani, Japón.

## Designación y nombre
Designado provisionalmente como 1989 UO1. Fue nombrado por Takatsugu Yoshida (nacido en 1951) quien es un astrónomo aficionado e ingeniero óptico japonés especializado en realizar observaciones por televisión. Es miembro del grupo de trabajo de profesionales y aficionados de la Comisión 22 de la IAU y se desempeña como secretario general de la Sociedad Nipona de Meteoros.

## Características orbitales
Takatsuguyoshida está situado a una distancia media del Sol de 2,192 ua, pudiendo alejarse hasta 2,666 ua y acercarse hasta 1,717 ua. Su excentricidad es 0,217 y la inclinación orbital 4,128 grados. Emplea 1185,00 días en completar una órbita alrededor del Sol.

## Características físicas
La magnitud absoluta de Takatsuguyoshida es 14,49. Tiene 3,926 km de diámetro y su albedo se estima en 0,218.